# Reduzieren
Als Reduzieren bezeichnet man in der Küche das starke Einkochen von Flüssigkeiten wie Fonds, Bratensaft, Saucen. Bei dem Prozess des Reduzierens verliert die Flüssigkeit an Wassermolekülen, die sie verdünnt hat. Durch das Verdampfen einer großen Menge dieses Wassers wird die Suppe, Sauce oder der Sud dickflüssiger und vom Geschmack her intensiver. Mit weniger verdünnendem und neutralisierendem Wasser können die Geschmäcker verschiedener Gewürze, Zutaten und Kräuter besser herausstechen. Das Reduzieren hat also einen großen Einfluss darauf, wie die zubereitete Flüssigkeit schlussendlich schmecken wird.
Die Technik des Reduzierens wird auch zur Zubereitung geschmackgebender Zutaten wie Sauce, z. B. Sauce hollandaise oder Sauce béarnaise, verwendet.
Für die Reduktion wird die Flüssigkeit in einen Topf oder eine Pfanne gegeben und unter ständigem Rühren bei mittlerer bis kräftiger Hitze bis zur gewünschten Konsistenz eingekocht.